# Spelaeoecia jamaicensis
Spelaeoecia jamaicensis is een mosselkreeftjessoort uit de familie van de Deeveyidae. De wetenschappelijke naam van de soort is voor het eerst geldig gepubliceerd in 1992 door Kornicker & Iliffe.